# Luis Chávez y González
Luis Chávez y González (né le 24 avril 1901 et décédé le 27 mars 1987) est un prélat catholique. Il fut archevêque de l'archidiocèse de San Salvador au Salvador de 1938 à 1977. Le processus en vue de sa béatification a commencé en juin 2001, le faisant pour le moment serviteur de Dieu.

## Biographie
Luis Chávez y González est né le 24 avril 1901 à El Rosario (es) dans le département de Cuscatlán au Salvador. Il fut ordonné prêtre le 16 novembre 1924 pour l'archidiocèse de San Salvador. Le 1er septembre 1938, il fut nommé archevêque de cet archidiocèse. Il fut consacré évêque le 12 décembre 1938 par Mgr Juan Antonio Dueñas y Argumedo, évêque du diocèse de San Miguel. Il prit sa retraite le 3 février 1977 à l'âge de 75 ans. Il meurt le 27 mars 1987 à l'âge de 85 ans.

## Source
- (en) Cet article est partiellement ou en totalité issu de l’article de Wikipédia en anglais intitulé « Luis Chávez y González » (voir la liste des auteurs).